# Escola Gavina
L'escola Gavina és una escola cooperativa de Picanya (Horta Sud, País Valencià), fundada el 1975, que fou pionera en l'ensenyament en valencià.
Des dels seus inicis, s'ha definit com a valenciana, co-educadora, plural i laica, i fa èmfasi en la cooperació entre família i escola, a més de donar a l'alumne participació en el seu propi ensenyament. Actualment és una escola concertada. Disposa d'un edifici per l'Educació Primària i un per l'Educació Secundària Obligatòria, situats a l'horta del terme municipal de Picanya, concretament al camí Partida de la Martina. Publica periòdicament la revista Martinanews (Premi Baldiri i Reixac).